# Pourtalesia alcocki
Pourtalesia alcocki is een zee-egel uit de familie Pourtalesiidae.
De wetenschappelijke naam van de soort werd in 1914 gepubliceerd door René Koehler.